# Speicherschaltdiode
Die Speicherschaltdiode, Ladungsspeicherdiode oder Abreißdiode (englisch step recovery diode, SRD, auch englisch snap-off diode) ist eine Halbleiterdiode mit einer hohen Lebensdauer der Minoritätsladungsträger. Wird eine Speicherschaltdiode von Vorwärtsrichtung in Sperrrichtung umgepolt, fließt für eine definierte Zeit (ca. 0,1 ns bis 3 ns) ein Strom in Sperrrichtung, ohne dass sich die Spannung an der Diode nennenswert ändert. Erst danach, wenn die freien Ladungsträger aufgebraucht sind, bricht der Strom schlagartig zusammen und die an der Diode anliegende Spannung kann sehr rasch hohe Werte in Sperrrichtung annehmen, wie im nebenstehenden Zeitdiagramm dargestellt.

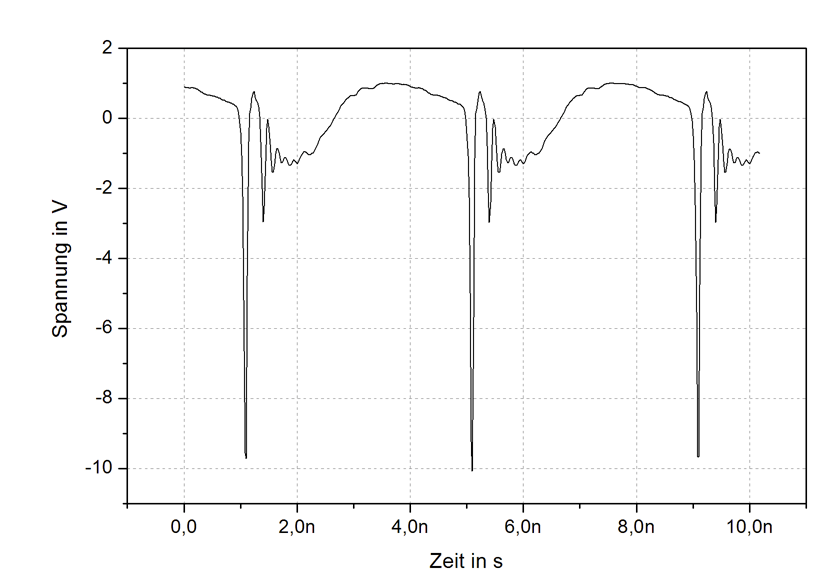
Zeitsignal eines Kammgenerators (HP 33003A), das mit einer Speicherschaltdiode erzeugt wird

Schaltplan Symbol

Wegen des schlagartigen Umschaltens von einem nahezu idealen Kurzschluss zu dem sperrenden Verhalten wird eine an die Dioden angelegte Sinusspannung stark nichtlinear verzerrt und es entstehen Oberschwingungen. Diese Oberschwingungen können durch geeignete nachgeschaltete Filterstufen beseitigt werden. Speicherschaltdioden mit kurzer Abschaltzeit werden daher zur Vervielfachung von Frequenzen im Bereich von ca. 1 GHz aufwärts eingesetzt. Die Speicherschaltdiode hat auch Anwendungen bei der Impulsformung, z. B. der Erzeugung scharfer Impulskanten oder kurzer Impulse bei Eingangssignalen mit vergleichsweise langsamen Anstieg oder Abfall der Spannung. Die kürzesten Impulse, die so erzeugt werden können, sind ca. 100 ps lang.
Speicherschaltdioden sind in der Regel mit einer p-i-n-Struktur wie PIN-Dioden aufgebaut. Die geringe Dicke der lediglich intrinsisch (eigenleitenden) i-Schicht und das daraus resultierende hohe elektrische Feld in der i-Schicht sind Ursache für das rasche Verschwinden der Minoritätsladungsträger beim Wechsel der Stromrichtung. Die Lebensdauer der Minoritätsladungsträger ohne angelegtes Feld ist jedoch wesentlich größer, in der Größenordnung 100 ns. Wegen der dünnen i-Schicht haben die meisten Speicherschaltdioden relativ geringe zulässige Sperrspannungen, üblicherweise unter 100 V.
Im Prinzip ist jede Halbleiterdiode mit p-n-Übergang eine Speicherschaltdiode, weil die Minoritätsladungsträger für eine gewisse Zeit nach dem Umpolen in der Raumladungszone (RLZ) erhalten bleiben – im Gegensatz zu Schottky-Dioden, wo der Ladungstransport nur durch Majoritätsladungsträger erfolgt. Bei den meisten anderen Typen von Halbleiterdioden, insbesondere den Gleichrichterdioden für hohe Frequenzen, wird darauf geachtet, die Sperrverzugszeit so kurz wie möglich zu halten (englisch fast-recovery diode).
Die ersten Speicherschaltdioden wurden in den frühen 1960er-Jahren entwickelt und zählten für lange Zeit zu den schnellsten Bauelementen der Halbleitertechnik.
Aktuelle Hersteller von Speicherschaltdioden sind ASI-Semiconductor, MicroSemi, M-Pulse und Macom.

## Verwendung
- Kammgenerator
- Oberwellengenerator
  - Spannungsgesteuerter Oszillator
  - Frequenzvervielfacher
- Abtastphasendetektor[5]